# Famille von Hohenthal
La famille von Hohenthal est une famille de noblesse par lettres anoblie en 1717, dont le nom d'origine est Hohmann. En 1733/36, le riche commerçant de Leipzig Peter Hohmann est élevé au rang de noble de Hohenthal, ses fils obtiennent le titre de baron impérial. La famille acquit de nombreux domaines en Saxe et ses membres occupent souvent des postes importants dans la fonction publique saxonne. En 1790, l'ensemble de la famille est élevée au rang de comte impérial.

## Histoire

### Origine
La lignée de la famille commence avec Adam Homann (mort en 1632), maître artisan à Könnern, qui apparaît dans des documents à partir de 1611. Son petit-fils Peter Hohmann (de), né le 26 juillet 1663 à Könnern, est l'ancêtre de la branche noble. Il s'enrichit en tant que commerçant à Leipzig et devient conseiller royal polonais et électoral saxon. C'est ainsi qu'il possède plusieurs domaines de chevaliers, entre autres Hohenprießnitz, Crostewitz (surdaté par la mine à ciel ouvert d'Espenhain (de)), Großstädteln, Kleinstädteln, Großdeuben, Probstdeuben, Wallendorf (Luppe) Lichte (à partir de 1709). Le 2 mars 1717, à Vienne, il reçoit la chevalerie impériale avec le titre d'Edler von Hohenthal et une augmentation des armoiries. Peter Hohmann est mort le 2 janvier 1732.

### Propagation et lignées
Les trois fils cadets de Peter Hohmann et de sa femme Gertrud Sabina née Koch, Carl Ludwig, Theodor August et Georg Wilhelm, qui ne portent pas encore le prédicat de noblesse paternel, demandent plus tard à la maréchaussée de Dresde une confirmation de leur noblesse d'Empire. La reconnaissance de l'électorat de Saxe a lieu le 27 mai 1732. Tous trois reçoivent le 2 novembre 1733 à Vienne le titre de baron d'Empire avec l'appellation Wohlgeboren. Leurs trois frères aînés, Peter, conseiller secret de guerre du roi de Pologne et de l'électeur de Saxe, Jean-Frédéric, assesseur de la cour suprême (de) du roi de Pologne et de l'électeur de Saxe, et Christian Gottlieb Edler von Hohenthal, membre du conseil de Leipzig, sont élevés à la dignité de baron d'Empire le 22 septembre 1736 à Vienne avec le titre de bien-né.
Des six frères, seuls Peter, Christian Gottlieb et Carl Ludwig peuvent perpétuer la lignée. La lignée de Carl Ludwig s'éteint avec la mort de son fils Friedrich Wilhelm, seigneur entre autres de Großstädteln, Probstdeuben et Crostewitz, le 21 août 1819. La lignée de Peter baron de Hohenthal, s'éteint avec Alfred comte de Hohenthal le 16 novembre 1860. Seule la lignée de Christian Gottlieb baron de Hohenthal (1701-1763) peut perpétuer la lignée jusqu'à aujourd'hui. Ses descendants fondent les maisons de Püchau, Dölkau (avec Altranstädt) et Knauthain. En 1822, la maison de Püchau acquiert le château de Mühltroff (de), dont ils seront propriétaires jusqu'en 1945. En 1821, la maison de Dölkau acquit le château de Lauenstein (de), qui passe à la maison de Püchau en 1826 et reste également en leur possession jusqu'en 1945. Christian Gottlieb comte von Hohenthal acquit le manoir de Löbnitz près de Groitzsch en 1819. Il est resté en possession de la branche de Püchau jusqu'à son expropriation en 1945.

### Anoblissements
Le 7 août 1790 à Dresde, toute la famille de l'électeur Frédéric-Auguste Ier de Saxe reçoit le statut de comte impérial en tant que vicaire impérial.
Le fils et les futurs descendants mâles de Karl Adolph comte von Hohenthal, envoyé royal saxon, et de la comtesse Caroline de Bergen (née von Berlepsch), obtiennent le 15 décembre 1854 une union royale saxonne de noms et d'armoiries avec ceux des comtes de Bergen, en tant que comtes d'Hohenthal et de Bergen .
Dans le royaume de Bavière, Adolf comte von Hohenthal et Bergen sont enterrés au château d'Egg (de) le 20 septembre 1885 dans la classe des comtes du registre de la noblesse. Egg reste dans la famille de 1884 à 1931.
Le domaine bavarois de Maxlrain est acquis par la famille dans les années 1930 en compensation des possessions saxonnes qui doivent être cédées au secteur public et passent finalement par héritage aux princes de Lobkowitz.

## Armes

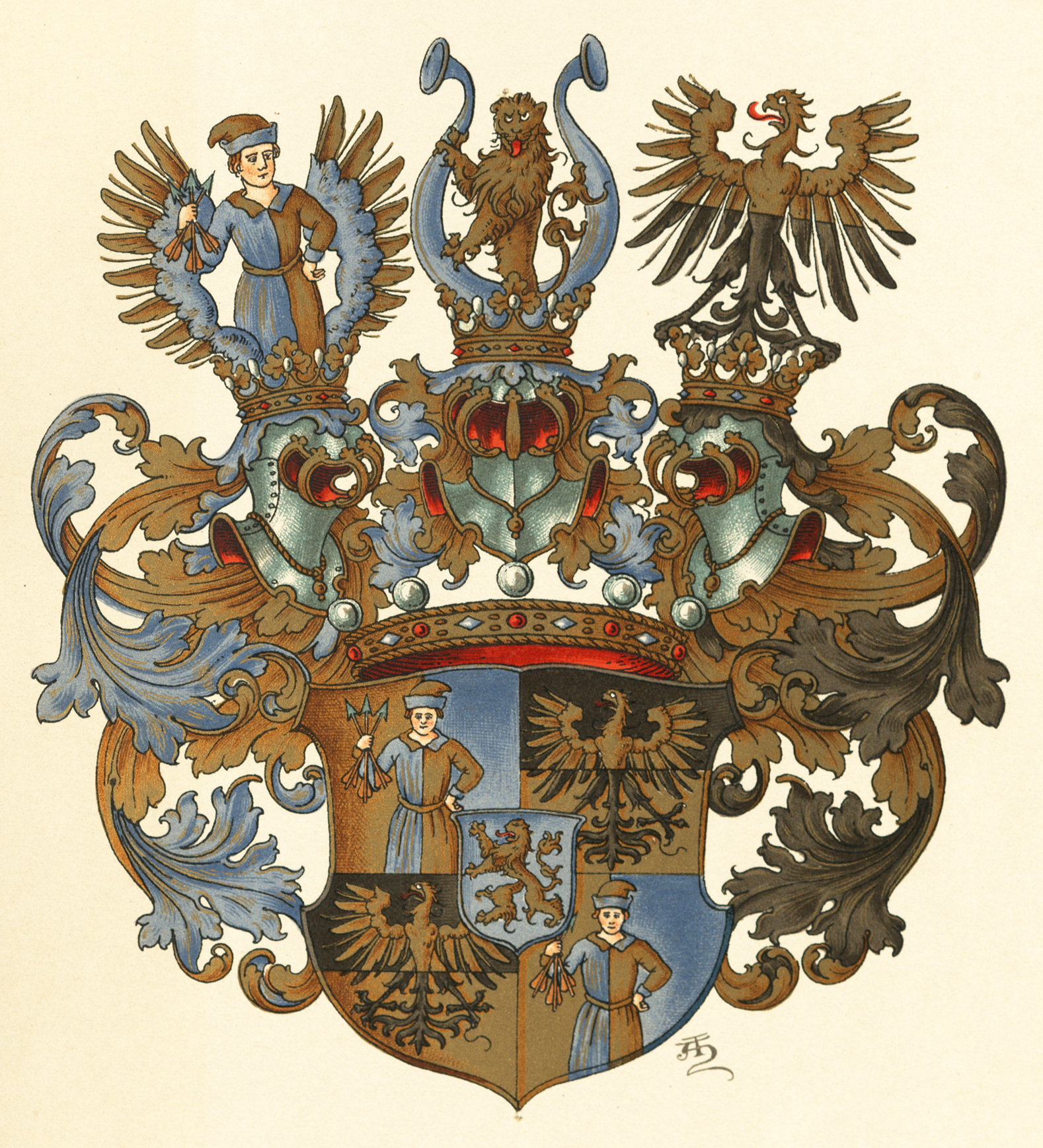
Armoiries des comtes von Hohenthal

### Armoiries familiales
Les armoiries de la famille montrent un homme en pleine croissance avec un chapeau à manchette de couleurs mélangées sur un bouclier divisé en or et bleu, tenant trois flèches en bois croisées avec des pointes de fer dans sa main droite. Sur le casque avec des lambrequins bleu et or couvre l'homme en pleine croissance entre un vol bleu ouvert avec des plumes de vol dorées.

### Armoiries comtales
Les armoiries du comte sont quadrillées d'un bouclier en forme de cœur bleu contenant un lion doré à la langue rouge. Au 1er et au 4e champ divisé par l'or et le bleu, un homme en pleine croissance jusqu'aux genoux avec un chapeau à revers, tenant trois flèches dans sa main droite (armoiries de la famille). Au 2ème et 3ème champ divisé horizontalement par le noir et l'or, un aigle aux couleurs mélangées. Au-dessus de l'écu trois casques à cimier, les deux premiers avec des couvre-casques bleus et or, le troisième avec des couvre-casques noirs et or. Sur le premier, comme dans le casque des armoiries familiales, au milieu entre deux cornes bleues, le lion du bouclier-cœur grandissant, à gauche l'aigle noir-doré divisé transversalement.

## Personnalités

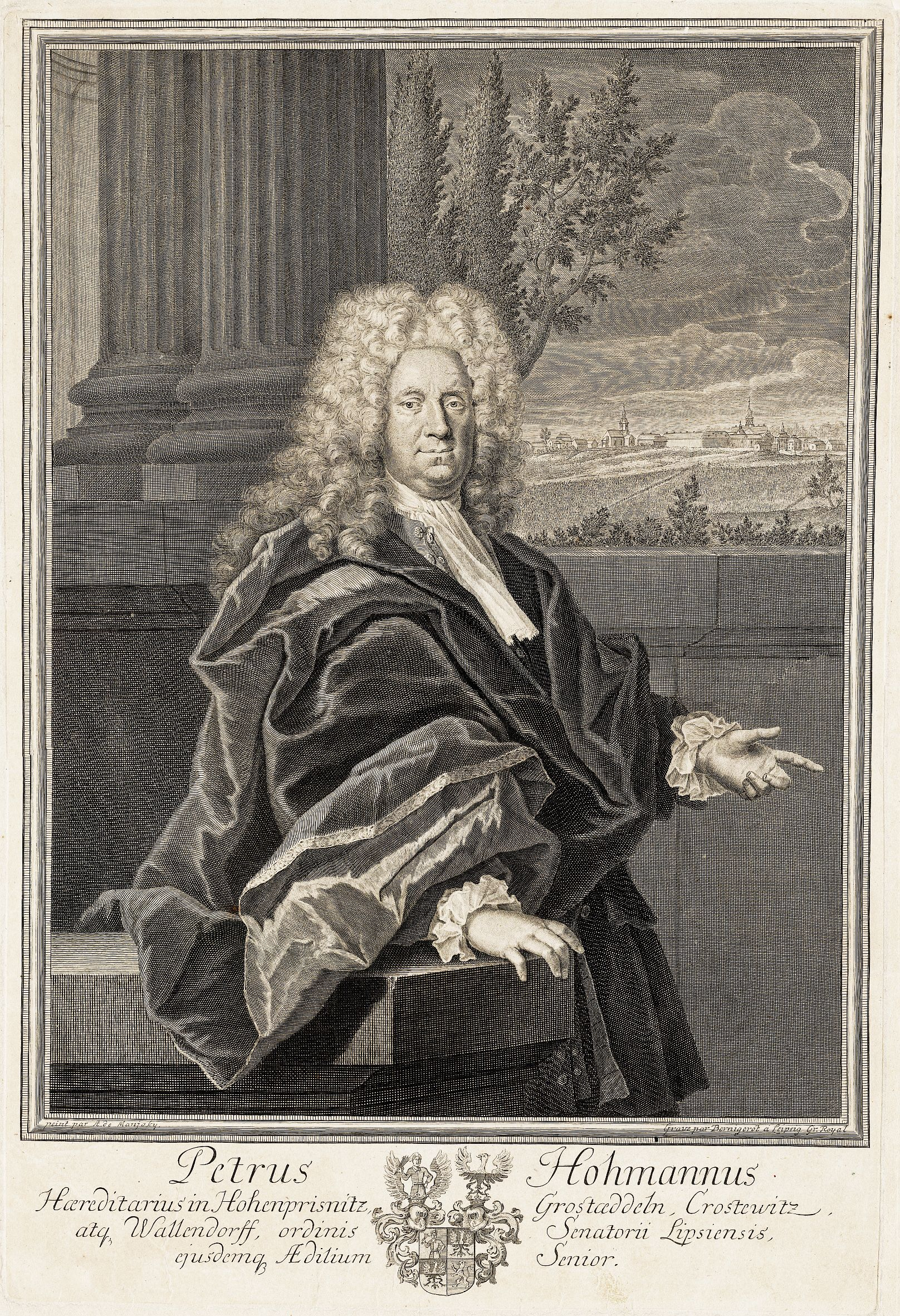
Peter Hohmann (1663–1732), 1717 Noble von Hohenthal, ancêtre de la famille noble

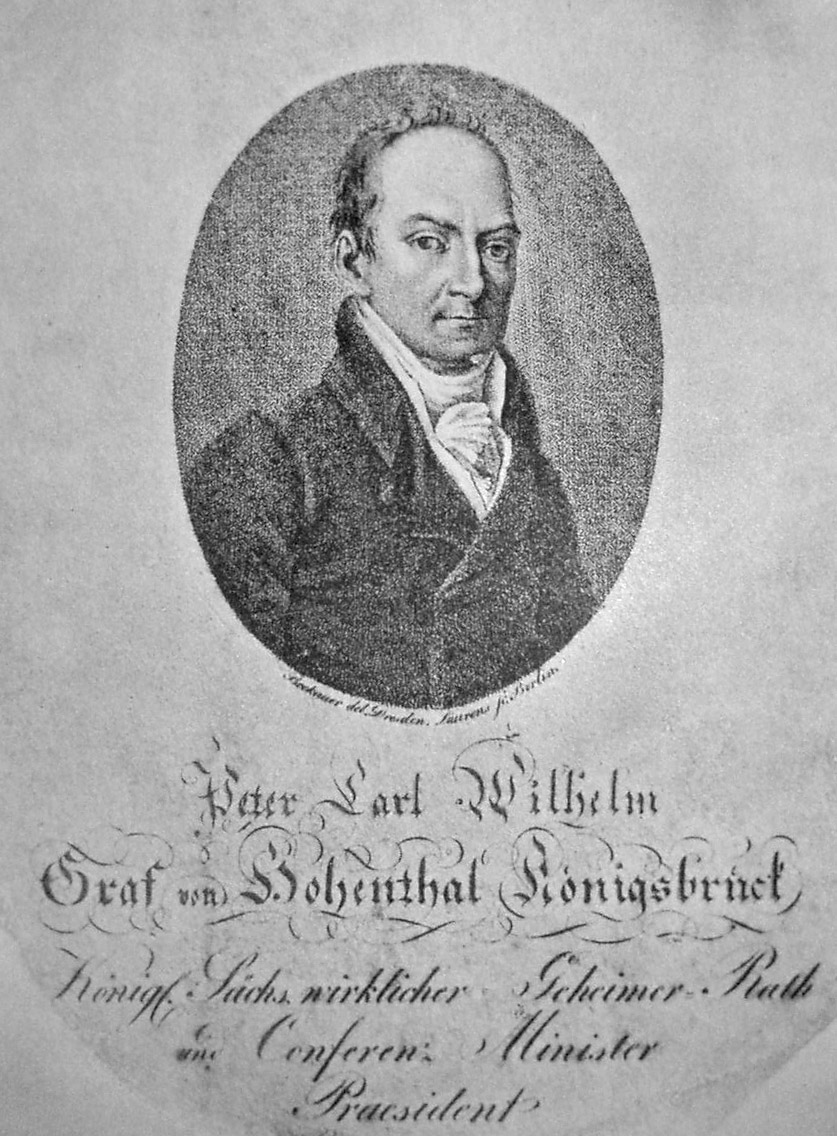
Peter Karl Wilhelm von Hohenthal (1754–1825)

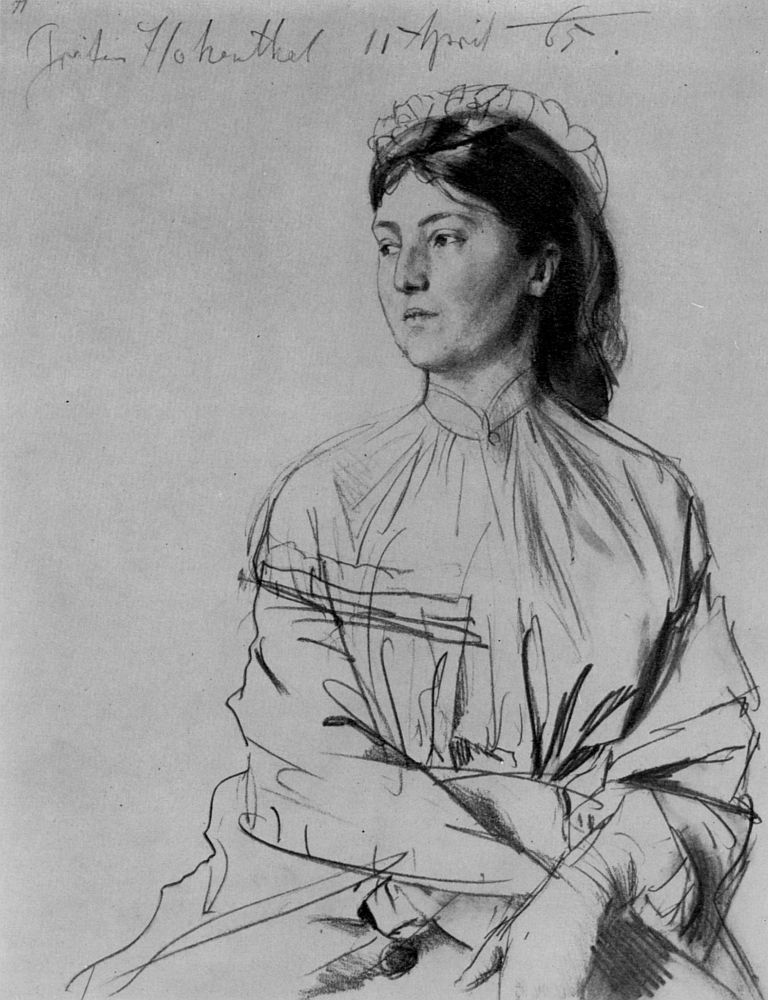
Walburga von Hohenthal (1839–1929)

- Carl Graf Hohenthal (né en 1955), journaliste allemand
- Carl Ludwig August von Hohenthal (de) (1769-1826), magistrat saxon et propriétaire de plusieurs manoirs
- Charlotte Louise von Hohenthal (de) (1808–1845), philanthrope et réformatrice sociale
- Karl Adolf von Hohenthal (1811–1875), occupa des postes d'ambassade de Saxe à Munich, Paris et Berlin
- Moritz von Hohenthal (de) (1840-1927), propriétaire d'un manoir et député de la Chambre des seigneurs de Prusse
- Peter Friedrich von Hohenthal (1735–1819), ministre de la Conférence électorale saxonne  et tâches spéciales
- Walburga von Hohenthal (1839-1929), dame d'honneur prussienne et auteur
- Wilhelm von Hohenthal (de) (1853-1909), ministre saxon de l'Intérieur et des Affaires étrangères